# اسمتانا ۲۰۴۷
سیارک ۲۰۴۷ (به انگلیسی: 2047 Smetana، نامگذاری: 1971UA1) دو هزار و چهل و هفتمین سیارک کشف شده‌است که در ۲۶ اکتبر ۱۹۷۱ کشف شد.
قدر مطلق سیارک برابر ۱۳٫۹۰ است.
این سیارک به افتخارِ بدریخ اسمتانا (Bedřich Smetana)، آهنگ‌ساز بزرگ اهل چک، به این اسم نامگذاری شده‌است.